# رالف اچ. کامرون
رالف هنری کامرون (به انگلیسی: Ralph Henry Cameron) سناتور سابق عضو حزب جمهوری‌خواه ایالات متحده آمریکا بود. وی در سال ۱۹۲۱ تا ۱۹۲۷ میلادی سناتور ایالت آریزونا در سنای ایالات متحده آمریکا بود.